# سارة بنت فيصل
سارة بنت فيصل (27 مارس 1997 - ) هي ابنة الأمير فيصل بن الحسين والأميرة عالية الطباع، عمها هو الملك عبد الله الثاني ملك الأردن. وهي الشقيقة الصغرى للأميرة آية والأمير عمر، وكذلك تعتبر توأم الأميرة عائشة. درست الأميرة سارة في مدرسة البكالوريا في عمان.

## الدراسة
حصلت على درجتي البكالوريوس في العمارة الداخلية، والماجستير في تنظيم المناسبات والتصميم، من جامعة وستمنستر في المملكة المتحدة

## الإعلام
تعتبر الاميرة سارة ممن يتسمون بندرة الظهور الاعلامي، في سبتمبر 2021 ظهرت مع اختها التوأم عائشة مع الاعلامي اللبناني الشهير ريكاردو كرم في عمان.

## الخطوبة
في 18 يناير 2025 أعلن الديوان الملكي الأردني عن خطوبة الأميرة سارة بنت فيصل على السيد علي الصواف وهو مهندس في تخصص الذكاء الاصطناعي والبرمجيات، حضر الجاهة الملك عبدالله الثاني، والأمير الحسن بن طلال، والأمير الحسين بن عبدالله الثاني ولي العهد، والأمير فيصل بن الحسين، وعدد من الأمراء وأسرة الصواف.